# Torno Largo 2da. Sección
Torno Largo 2da. Sección är en ort i Mexiko.   Den ligger i kommunen Jonuta och delstaten Tabasco, i den sydöstra delen av landet, 800 km öster om huvudstaden Mexico City. Torno Largo 2da. Sección ligger 6 meter över havet och antalet invånare är 541.
Terrängen runt Torno Largo 2da. Sección är mycket platt. Runt Torno Largo 2da. Sección är det ganska glesbefolkat, med 26 invånare per kvadratkilometer. Närmaste större samhälle är El Rosario, 14,8 km sydväst om Torno Largo 2da. Sección. Omgivningarna runt Torno Largo 2da. Sección är en mosaik av jordbruksmark och naturlig växtlighet.